# Telmatobius gigas
Telmatobius gigas är en groddjursart som beskrevs av Jehan Vellard 1969. Telmatobius gigas ingår i släktet Telmatobius och familjen Ceratophryidae. IUCN kategoriserar arten globalt som akut hotad. Inga underarter finns listade i Catalogue of Life.